# تحريض الأعصاب
تحريض الأعصاب هي طريقة نظرية لخلق إحساس عن طريق تحفيز الأعصاب الحسية بدلاً من التحفيز الفعلي.

## تاريخ
تم ذكر هذا المفهوم في رواية الخيال العلمي لعام 1965 كثيب من قبل فرانك هربرت كطريقة لإلحاق الألم دون إصابة حقيقية.
لا توجد حاليًا نظائر حقيقية معروفة لمثل هذا الجهاز. ومع ذلك، فإن التأثير يحدث في وقت ما كأثر جانبي للتحفيز المغناطيسي عبر الجمجمة. بالإضافة إلى ذلك، تم تطوير عدد من أجهزة الامتثال للألم غير المميتة. أكثر ما يذكرنا بجهاز هربرت الخيالي هو نظام الرفض النشط القائم على الموجات الدقيقة، والذي يظهر العديد من السمات نفسها، ولكنه يستخدم الموجات الدقيقة بدلاً من تحريض الأعصاب. تشمل الأجهزة الأخرى المماثلة الأجهزة الصوتية طويلة المدى التي تستخدم موجات صوتية موجّهة مؤلمة، وأسلحة الصدمات الكهربائية مثل مسدسات الصعق الكهربائي، والتي توفر صدمة تعجيزية للجهاز العصبي.